# Discographie de Davichi
La discographie du duo sud-coréen Davichi se compose de deux albums studio (dont l'un a eu une réédition), six extended plays, neuf bandes-son, neuf collaborations, huit singles et huit singles promotionnels.

## Albums

### Albums studio
| Titre | Détails sur l'album | Meilleure position | Ventes                           |
| Titre | Détails sur l'album | COR                | Ventes                           |
| --- | --- | ------------------ | -------------------------------- |
| Amaranth | - Date de sortie: 4 février 2008 - Réédition: 7 juillet 2008 (Vivid Summer Edition) - Label: Core Contents Media - Formats: CD, téléchargement | —                  | - COR: 19,630 (toutes éditions), |
| Mystic Ballad | - Released: March 18, 2013 - Label: Core Contents Media - Formats: CD, téléchargement                                                          | 3                  | - COR: 17,046+                   |
| "—" signifie que le morceau ne s'est pas classé ou n'est pas sorti dans cette région. Note - Le Gaon Chart a été mis en place en février 2010. Les morceaux sortis avant cette date n'ont pas de données. | |                    |                                  |

### Extended plays
| Titre | Détails sur l'album                                                                               | Meilleure position | Ventes         |
| Titre | Détails sur l'album                                                                               | COR                | Ventes         |
| --- | ------------------------------------------------------------------------------------------------- | ------------------ | -------------- |
| Davichi in Wonderland | - Date de sortie: 5 mars 2009 - Label: Core Contents Media - Format: CD, téléchargement           | —                  |                |
| Innocence | - Date de sortie: 6 mai 2010 - Label: Core Contents Media - Format: CD, téléchargement            | 4                  | - COR: 16,749  |
| Love Delight | - Date de sortie: 29 août 2011 - Label: Core Contents Media - Format: CD, téléchargement          | 3                  | - COR: 15,960, |
| 6,7 | - Date de sortie: 19 juin 2014 - Label: Core Contents Media - Format: CD, téléchargement          | —                  |                |
| Davichi Hug | - Date de sortie: 21 janvier 2015 - Label: CJ E&M, MMO Entertainment - Format: CD, téléchargement | 5                  | - COR: 7,340+  |
| 50 x Half | - Date de sortie: 13 octobre 2016 - Label: CJ E&M - Format: CD, téléchargement                    | 9                  |                |
| "—" signifie que le morceau ne s'est pas classé ou n'est pas sorti dans cette région. Note - Le Gaon Chart a été mis en place en février 2010. Les morceaux sortis avant cette date n'ont pas de données. |                                                                                                   |                    |                |

## Singles
| Titre | Année | Meilleure position    | Meilleure position                | Ventes           | Album                           |
| Titre | Année | COR                   | COR Hot 100                       | Ventes           | Album                           |
| --- | ----- | --------------------- | --------------------------------- | ---------------- | ------------------------------- |
| "I Love You Even Though I Hate You" (미워도 사랑하니까) | 2008  |                       |                                   |                  | Amaranth                        |
| "Sad Promise" (슬픈 다짐) | 2008  |                       |                                   |                  | Amaranth                        |
| "Sad Love Song" (슬픈 사랑 노래) | 2008  |                       |                                   |                  | Amaranth                        |
| "Love and War" (사랑과 전쟁) | 2008  | Vivid Summer Edition  |                                   |                  |                                 |
| "8282" | 2009  | Davichi in Wonderland |                                   |                  |                                 |
| "Time, Please Stop" (시간아 멈춰라) | 2010  | 1                     | Innocence                         |                  |                                 |
| "From Me to You" (난 너에게) | 2010  | 3                     | Choo Young-soo All Star - Davichi |                  |                                 |
| "Don't Say Goodbye" (안녕이라고 말하지마) | 2011  | 1                     | 1                                 | - COR: 3,285,936 | Love Delight                    |
| "I'll Think of You" (생각날거야) | 2012  | 2                     | 2                                 | - COR: 2,269,557 | Love Call with Davichi (single) |
| "Do Men Cry" (남자도 우나요) | 2012  | 2                     | 4                                 | - COR: 1,205,136 | The S Part 1                    |
| "Turtle" (거북이) | 2013  | 1                     | 2                                 | - COR: 1,439,190 | Mystic Ballad                   |
| "Just Two of Us" (둘이서 한잔해) | 2013  | 2                     | 9                                 | - COR: 778,673   | Mystic Ballad                   |
| "Be Warmed" (ft. Verbal Jint) | 2013  | 1                     | 3                                 | - COR: 1,117,725 | Mystic Ballad                   |
| "Missing You Today" (오늘따라 보고 싶어서 그래) | 2013  | 2                     | 1                                 | - COR: 1,137,915 | Memories of Summer              |
| "The Letter" (편지) | 2013  | 1                     | 1                                 | - COR: 851,257   | Davichi Code                    |
| "Again" (헤어졌다 만났다) | 2014  | 3                     | 3                                 | - COR: 664,400   | 6,7                             |
| "Pillow" (팔베개) | 2014  | 11                    | 10                                | - COR: 289,367   | 6,7                             |
| "Don't Move" (움직이지마) | 2014  | 20                    | 11                                | - COR: 213,952   | 6,7                             |
| "Cry Again" (또 운다 또) | 2015  | 1                     |                                   | - COR: 991,931   | Davichi Hug                     |
| "Sorry, I'm Happy" (행복해서 미안해) | 2015  | 5                     | - COR: 576,660                    |                  | Davichi Hug                     |
| "Two Lovers" (두사랑) (ft. Mad Clown) | 2015  | 2                     | - COR: 1,145,071                  | NC               |                                 |
| "White" (ft. Jay Park) | 2015  | 7                     | - COR: 355,375                    | D-Make           |                                 |
| "Beside Me" (내 옆에 그대인 걸) | 2016  | 3                     | - COR: 363,465+                   | 50 x Half        |                                 |
| "Love Is to Give" (받는 사랑이 주는 사랑에게) | 2016  | 14                    | - COR: 202,573+                   | 50 x Half        |                                 |
| "—" signifie que le morceau ne s'est pas classé ou n'est pas sorti dans cette région. Note - Le Gaon Chart a été mis en place en février 2010. Les morceaux sortis avant cette date n'ont pas de données. |       |                       |                                   |                  |                                 |

### En featuring
| Titre                                                           | Année | Meilleure position | Meilleure position | Ventes | Album              |
| Titre                                                           | Année | COR                | COR Hot 100        | Ventes | Album              |
| --------------------------------------------------------------- | ----- | ------------------ | ------------------ | ------ | ------------------ |
| "Can I Love Again?" (다시 사랑 할 수 있을까) (4Men ft. Davichi) | 2010  | 84                 |                    |        | The 3rd Generation |
| "Draws You" (Brave Brothers ft. Electroboyz et Kang Min-kyung)  | 2010  | 11                 |                    |        |                    |
| "You Call It Romance" (니가 하면 로맨스) (K.Will ft. Davichi)   | 2016  | 2                  | - COR: 729,569     |        |                    |

### Singles en collaboration
| Titre | Année | Meilleure position | Meilleure position | Ventes           | Album                                   |
| Titre | Année | COR                | COR Hot 100        | Ventes           | Album                                   |
| --- | ----- | ------------------ | ------------------ | ---------------- | --------------------------------------- |
| "Blue Moon" (avec SeeYa & Black Pearl) | 2008  |                    |                    |                  | Color Pink                              |
| "Jjarajajja" (짜라자짜) (avec Joo Hyun-mi & Seohyun) | 2009  |                    |                    |                  |                                         |
| "Women's Generation" (여성시대) (avec SeeYa & Jiyeon) | 2009  |                    |                    |                  |                                         |
| "Wonder Woman" (avec SeeYa & T-ara) | 2010  | 6                  |                    |                  |                                         |
| "We Were in Love" (우리 사랑했잖아) (avec T-ara) | 2011  | 1                  | 2                  | - COR: 2,687,535 | Funky Town                              |
| "If It Is Like Tonight" (오늘같은 밤이면) (avec 2BiC) | 2012  | 19                 | —                  | - COR: 435,594   | Cho Young-soo All Star - 2BiC & Davichi |
| "Bikini" (avec T-ara ft. Skull) | 2013  | 20                 | 11                 | - COR: 168,851   |                                         |
| "—" signifie que le morceau ne s'est pas classé ou n'est pas sorti dans cette région. Note - Le Gaon Chart a été mis en place en février 2010. Les morceaux sortis avant cette date n'ont pas de données. |       |                    |                    |                  |                                         |

## Autres chansons classées
| Titre | Année | Meilleure position | Meilleure position | Ventes           | Album         |
| Titre | Année | COR                | COR Hot 100        | Ventes           | Album         |
| --- | ----- | ------------------ | ------------------ | ---------------- | ------------- |
| "Can't Love, Can't Leave" (사랑을 못해 이별을 못해) | 2010  | 6                  |                    |                  | Innocence     |
| "Don't Leave" (떠나지마) (ft. Baek Chan) | 2010  | 30                 |                    |                  | Innocence     |
| "First Kiss" (첫키스) | 2010  | 52                 |                    |                  | Innocence     |
| "Shadow" | 2010  | 58                 |                    |                  | Innocence     |
| "Love, My Love" (사랑 사랑아) | 2011  | 9                  | 11                 | - COR: 2,011,708 | Love Delight  |
| "Don't Find Me Again" (다신 찾지마) | 2011  | 19                 | 20                 | - COR: 392,420   | Love Delight  |
| "Secret" (비밀) | 2011  | 45                 | 72                 | - COR: 186,696   | Love Delight  |
| "Happy End" | 2011  | 57                 | 62                 | - COR: 142,180   | Love Delight  |
| "You Are My Everything" | 2013  | 32                 | 34                 | - COR: 98,021    | Mystic Ballad |
| "Cry for Love" (사랑한다고 말했지) | 2013  | 35                 | —                  | - COR: 87,164    | Mystic Ballad |
| "One Person's Story" (한 사람 얘기) | 2013  | 41                 | —                  | - COR: 64,499    | Mystic Ballad |
| "Nagging" (잔소리) | 2013  | 55                 | —                  | - COR: 50,984    | Mystic Ballad |
| "I Want to be Brave and Breakup" (용기내 헤어질래) | 2013  | 64                 | —                  | - COR: 46,418    | Mystic Ballad |
| "Things That Still Come Up in My Memory" (우리의 시간은 다르다) | 2013  | 71                 | —                  | - COR: 45,745    | Mystic Ballad |
| "Taste of Tears" (맛 있어서 눈물이나) | 2013  | 76                 | —                  | - COR: 44,138    | Mystic Ballad |
| "Two Women's Room" (두 여자의 방) | 2015  | 16                 |                    | - COR: 129,730   | Davichi Hug   |
| "To You" (너에게) | 2015  | 23                 |                    | - COR: 94,016    | Davichi Hug   |
| "Spring" (봄) | 2015  | 24                 |                    | - COR: 74,622    | Davichi Hug   |
| "Fall Night" (가을의 밤) | 2016  | 52                 |                    | - COR: 92,523    | 50 x Half     |
| "Have You Ever Been Like That" (그런 적 있나요) | 2016  | 96                 |                    | - COR: 33,716    | 50 x Half     |
| "Pet" | 2016  | 97                 |                    | - COR: 33,361    | 50 x Half     |
| "—" signifie que le morceau ne s'est pas classé ou n'est pas sorti dans cette région. Note - Le Gaon Chart a été mis en place en février 2010. Les morceaux sortis avant cette date n'ont pas de données. |       |                    |                    |                  |               |

## Bandes-son
| Titre | Année | Meilleure position                     | Meilleure position | Ventes                                             | Album                               |
| Titre | Année | COR                                    | COR Hot 100        | Ventes                                             | Album                               |
| --- | ----- | -------------------------------------- | ------------------ | -------------------------------------------------- | ----------------------------------- |
| "Starry Night" | 2008  |                                        |                    |                                                    | Unstoppable Marriage OST / Amaranth |
| "Water Bottle" | 2008  | Crazy Woman OST / Vivid Summer Edition |                    |                                                    |                                     |
| "Hot Stuff" | 2009  | My Fair Lady OST                       |                    |                                                    |                                     |
| "My Only One" | 2011  | 7                                      | - COR: 690,996 ,   | Smile, Mom OST Part.8                              |                                     |
| "Heaven" | 2011  | 19                                     | - COR: 439,256     | Ghastly OST                                        |                                     |
| "To Angel" | 2011  | 34                                     | —                  | - COR: 369,286                                     | Love Request OST Part.1             |
| "Because It's You" (너라서) | 2012  | 21                                     | —                  | - COR: 721,135                                     | Big OST                             |
| "Don't You Know?" (모르시나요) | 2013  | 7                                      | 5                  | - COR: 867,745                                     | Iris II OST                         |
| "It's Okay, That's Love" (괜찮아, 사랑이야) | 2014  | 4                                      |                    | - COR: 733,120                                     | It's Okay, That's Love OST Vol. 1   |
| "This Love" (이 사랑) | 2016  | 1                                      | - COR: 1,511,911   | Descendants of the Sun Original Sound Track Vol. 1 |                                     |
| "Forgetting You" (그대를 잊는다는 건) | 2016  | 8                                      | —                  | - COR: 352,134+                                    | Moon Lovers: Scarlet Heart Ryeo OST |
| "—" signifie que le morceau ne s'est pas classé ou n'est pas sorti dans cette région. Note - Le Gaon Chart a été mis en place en février 2010. Les morceaux sortis avant cette date n'ont pas de données. |       |                                        |                    |                                                    |                                     |